# Eduardo Serra Rexach
Eduardo Serra Rexach (Madrid, 19 de diciembre de 1946) es un abogado y político español que ocupó altos cargos en los gobiernos de la Unión de Centro Democrático, del Partido Socialista y del Partido Popular, destacando su nombramiento como ministro de Defensa durante el primer ejecutivo de José María Aznar. Además de su actividad política, ha tenido o mantiene otros cargos académicos, empresariales e institucionales.

## Biografía
Nacido el 19 de diciembre de 1946 en Madrid, estudió en el Instituto Ramiro de Maeztu. Se licenció en Derecho en 1968 en la Universidad Complutense de Madrid, y en 1974 ingresó con el número uno de su promoción en el Cuerpo de Abogados del Estado.
En 1977 entró a trabajar en el Gabinete Técnico del ministro de Industria, Alberto Oliart, siendo presidente Adolfo Suárez, de la Unión de Centro Democrático (UCD). En 1982, el nuevo presidente Leopoldo Calvo-Sotelo, también de la UCD, nombró a Oliart ministro de Defensa, y este escogió a Serra como subsecretario. En 1982, el Partido Socialista Obrero Español (PSOE) ganó las elecciones. El presidente Felipe González nombró ministro de Defensa a Narcís Serra, quien mantuvo a Eduardo Serra en el cargo de subsecretario hasta que en 1984 le nombró secretario de Estado de Defensa. Como número dos del ministerio, durante la etapa de acomodación de España en la OTAN, Serra Rexach manejó los presupuestos hasta su renuncia en 1987.
En julio de 1987, se incorporó a la Fundación de Ayuda contra la Drogadicción (FAD) junto al entonces teniente general Manuel Gutiérrez Mellado. Entre 1993 y 1996 fue presidente del Instituto de Cuestiones Internacionales y Política Exterior (INCIPE).
En 1996 ganó las elecciones el Partido Popular, y el nuevo presidente del Gobierno, José María Aznar, le propuso como ministro de Defensa, cargo que ocupó hasta el año 2000, cuando fue sustituido por Federico Trillo. Uno de los principales hitos de esos cuatro años en el Ministerio fue el inicio de la misión española en Kosovo, que duraría diez años.
Fue presidente del Real Instituto Elcano de Estudios Internacionales y Estratégicos. Es miembro de la Academia Europea de Ciencias y Artes desde 1997. En la actualidad, Eduardo Serra es presidente de NTT Data España, además de consejero de varias otras empresas.
Está casado con Luz del Camino Municio.